# Caterva (multitud)
Se entiende por caterva a una turba, una multitud de personas desordenadas, en particular en la milicia. 
El Diccionario de la Real Academia dice: 

Puede ser voz que tomaron los latinos de los galos; pues entre ellos llamaban catervas a las legiones o cuerpos que tenían en sus ejércitos, que constaban de 6.000 hombres.

Terreros da, en este sentido, los nombres de caterva y catervarios a los gladiadores que combatían en tropas. Caterva —para los romanos, tácticos y legionarios— era voz genérica para expresar turba, escuadrón, unidad confusa no solo de los galos, sino de los celtíberos, de los númidas… En una palabra, de los bárbaros. Pues sabido es que en esta denominación comprendían lo que no era romano o, por lo menos, latino.
Vegecio (lib. 2, cap. 2) dice:

Galli atque celtiberi, pluresque barbaricæ nationes catervis utebantur in prælio.

En Yugurta, Salustio dice: catervas numidarum; y Tácito, más genérico: barbari catervis decurrentes. Tan usual era esta voz que produjo hasta su correspondiente adverbio, catervatim; esto es: por catervas, en tropel, desordenadamente. Por ejemplo, Jam primi conserverant manus cum alü catervatim currerent (Tito Livio).